# Ueno (Gunma)
Ueno (上野村?) è un villaggio giapponese della prefettura di Gunma.
Nei pressi del villaggio, sul versante nord del Monte Takamagahara, il 12 agosto 1985 avvenne lo schianto del volo Japan Airlines 123, che con 520 vittime è l'incidente più grave occorso ad un singolo aeromobile nella storia dell'aviazione civile. Successivamente, nelle vicinanze del luogo dell'impatto è stato eretto un memoriale.